# Zeitlofs
Zeitlofs is een plaats in de Duitse deelstaat Beieren. De gemeente, met de status van Markt, maakt deel uit van het Landkreis Bad Kissingen.
Zeitlofs telt 2.038 inwoners.
Aura a.d. Saale ·
Bad Bocklet ·
Bad Brückenau ·
Bad Kissingen ·
Burkardroth ·
Elfershausen ·
Euerdorf ·
Fuchsstadt ·
Geroda ·
Hammelburg ·
Maßbach ·
Motten ·
Münnerstadt ·
Nüdlingen ·
Oberleichtersbach ·
Oberthulba ·
Oerlenbach ·
Ramsthal ·
Rannungen ·
Riedenberg ·
Schondra ·
Sulzthal ·
Thundorf i.UFr. ·
Wartmannsroth ·
Wildflecken ·
Zeitlofs